# Great Bakkungan
Great Bakkungaan (également appelée Bakugan) est une petite île tropicale, entourée par la mer de Sulu, dans la province de Tawi-Tawi, aux Philippines. Elle est l’une des sept Turtle Islands philippines.

## Géographie
L’île est à la limite de la frontière maritime, fixée par un traité international, séparant les Philippines de la Malaisie. L’île elle-même est mentionnée dans le traité frontalier conclu en 1930 entre les États-Unis (en ce qui concerne leur territoire d’outre-mer de l’époque, l’archipel des Philippines) et le Royaume-Uni (en ce qui concerne son protectorat de l’époque, l’État de Bornéo du Nord). Ce traité fixe la frontière maritime en ligne droite entre l’île Little Bakkungaan et l’île Great Bakkungaan. Little Bakkungaan est l’une des trois Turtle Islands malaisienne, et moins de 2 km séparent les deux îles. Cela fait de Great Bakkungaan le territoire philippin internationalement reconnu qui est le plus proche du territoire malaisien.
Great Bakkungaan est la troisième plus grande des Turtle Islands des Philippines avec 51 hectares (130 acres). Son altitude maximale est à 58 mètres.

## Histoire
En tant que l’une des Turtle Islands, l’île jouit de la particularité historique d’être un territoire qui n’était pas sous administration philippine au moment de l’indépendance en 1946. L’État de Bornéo du Nord, un protectorat du Royaume-Uni, administrait l’île. La République des Philippines a repris au Royaume-Uni l’administration de l’île le 16 octobre 1947,. 

## Administration et propriété
L’île fait partie du barangay de Taganak Poblacion qui comptait 2 430 habitants au recensement de 2010. Il se trouve dans la municipalité des Turtle Islands. Il y a sur l’île une école primaire qui comptait 266 élèves au cours de l’année scolaire 2013-2014.
L’île fait partie du sanctuaire de faune sauvage des Turtle Islands créé le 12 août 1999 par la proclamation présidentielle 171.L’île est la propriété de l’État.
Il y a eu une controverse concernant la propriété de l’île. Selon un rapport de 2009 dans le Philippine Daily Inquirer, l’île a été colonisée par un certain Sing Kok Tan en 1952. En 1997, ses héritiers ont décidé de vendre l’île aux enfants d’un politicien local, Sadikul A. Sahali, qui a ensuite été gouverneur de la province de Tawi-Tawi. En 2007, selon le gouverneur de l’époque, M. Sahali, ses enfants se préparaient à soumettre leur demande d’enregistrement de la propriété de l’île. Cependant, à ce moment-là, l’île avait déjà été déclarée comme faisant partie du sanctuaire de faune sauvage des Turtle Islands et la famille Sahali a décidé de ne pas poursuivre sa revendication de titre foncier.

## Crime et piraterie
Le groupe terroriste criminel Abou Sayyaf, spécialisé dans les enlèvements contre rançon, est actif dans les environs de l’île. En 2017, il a été rapporté qu’ils avaient enlevé trois marins indonésiens dans les eaux au large de Great Bakkungaan,. Le mois suivant, il a été rapporté qu’un terroriste présumé d’Abou Sayyaf a été tué lors d’un échange de tirs avec les forces gouvernementales qui effectuaient une patrouille de sécurité maritime au large de Great Bakkungaan

### articles connexes
- Liste des îles des Philippines